# Jean-Yves Empereur

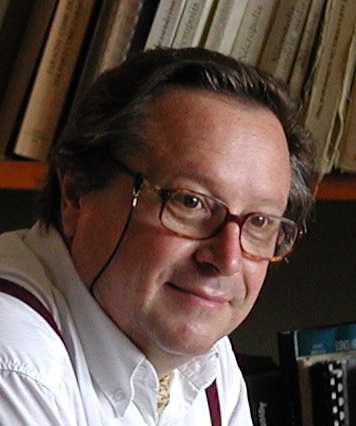
Jean-Yves Empereur

Jean-Yves Empereur (* 24. Juni 1952 in Le Mans) ist ein französischer Klassischer Archäologe. Er studierte Altertumswissenschaften an der Sorbonne, wo er 1975 die Agrégation erlangte und 1977 promoviert wurde. Seit 1978 war er Mitglied, von 1982 bis 1990 Generalsekretär der École française d’Athènes.
Er war an zahlreichen Ausgrabungen in Griechenland, Zypern und der Türkei beteiligt und ist seit 1990 Direktor des Centre d’études Alexandrines, das hauptverantwortlich für die archäologische Erforschung des griechisch-römischen Alexandria ist. Zu diesen Ausgrabungen unter anderem im Hafen von Alexandria erschienen von ihm Bildbände und Fernsehfilme.
2007 erhielt er den Prix d’archéologie Cino Del Duca. 2018 wurde er zum Mitglied der Académie des Inscriptions et Belles-Lettres gewählt; seit 2013 war er korrespondierendes Mitglied. Er ist korrespondierendes Mitglied des Deutschen Archäologischen Instituts. Er ist Mitglied der Ehrenlegion (Ritter), Träger des Ordre national du Mérite, des Ordre des Palmes Académiques und des Ordre des Arts et des Lettres.

## Veröffentlichungen (Auswahl)
- Les Amphores. In: Vassos Karageorghis, Olivier Picard: Études chypriotes VIII. La Nécropole d’Amathonte. Tombes 113-367: II. Ceramiques non Chypriotes Nicosia 1987, S. 44ff.
- Le Port Hellénistique d’ Amathonte. In: Vassos Karageorghis, Demetrios Michaelides: Proceedings of the International Symposium: Cyprus and the Sea: organized by The Archeological Research Unit of the University of Cyprus organized by The Archaeological Research Unit of the University of Cyprus and The Cyprus Ports Authority, Nicosia 25–26 September, 1993. University of Cyprus, Nicosia 1993, ISBN 9963-607-08-X, S. 131–138.
- A short guide to the catacombs of Kom el Shoqafa, Alexandria. Sarapis, Alexandria 1995, ISBN 977-5633-01-X.
- Alexandrie redécouverte. Fayard, Paris 1998, ISBN 2-7028-1161-2.
- Alexandrina 1. Institut français d’archéologie orientale, Kairo 1998.
- mit Christian Décobert: Alexandrie médiévale 1. Institut français d’archéologie orientale, Kairo 1998.
- Petit guide du Musée gréco-romain d’Alexandrie. Harpocrates, Alexandria 2000, ISBN 977-5845-02-5.
- Alexandrie : hier et demain. Collection « Découvertes Gallimard » (nº 412), Gallimard, Paris 2001, ISBN 2-07-076240-8.
- mit Marie-Dominique Nenna: Nécropolis 1. Institut français d’archéologie orientale, Kairo 2001.
- Alexandrina 2. Institut français d’archéologie orientale, Kairo 2002.
- mit Marie-Dominique Nenna: Nécropolis 2. Institut français d’archéologie orientale, Kairo 2003.
- Le Phare d’Alexandrie, la Merveille retrouvée. Collection « Découvertes Gallimard » (nº 352), 2. Auflage, Gallimard, Paris 2004, ISBN 2-07-030379-9.